# Саамские языки
Саа́мские языки́ — группа родственных языков, на которых говорят саамы (устаревшее название — лопари́) на севере Скандинавского полуострова, в Финляндии и на Кольском полуострове в России.
Входят в финно-волжскую группу финно-угорской ветви уральской языковой семьи. В составе финно-волжской группы саамские языки образуют одну из подгрупп, в большей степени родственную прибалтийско-финской подгруппе (в которую входят в том числе финский, карельский и эстонский языки) и в меньшей степени — марийской и мордовской подгруппам.
Происхождение саамов и их языков вызывает многочисленные споры; предполагается, что предки современных саамов в глубокой древности перешли с языка неизвестной генетической принадлежности (вследствие чего в последующих саамских языках сохранился «досаамский субстрат» неуральского происхождения) на язык, близкий праприбалтийско-финскому, а затем испытывали сильное влияние соседних языков — как финно-угорских, так и других.
Общее число носителей — около 25 тысяч человек при оценке саамского населения в пределах 80 тысяч.

## Общее распространение
Саамские языки распространены в северной части Норвегии, на севере Швеции и Финляндии, а также на Кольском полуострове в России. Несколько носителей саамских языков проживает на Украине (3 носителя при общем числе саамов 136 человек на 2001 год) и в других странах.

## Внутренняя классификация
Саамские языки образуют диалектный континуум. В русской традиции обычно говорят о едином саамском языке («лопарском языке») и его многочисленных диалектах, однако этот вопрос остаётся нерешённым до настоящего времени. 
Имеют место различные подходы к саамским языкам — как к единому языку, имеющему четыре основных диалекта, или как к четырём различным саамским языкам. Как следствие этого вопроса рассматривается и то, как подходить к саамской культуре — как к единой культуре, имеющей региональные особенности, или как к четырём различным культурам. 
Саамские языки (диалекты), несмотря на существующее между ними грамматическое и лексическое сходство, достаточно отличаются друг от друга, из-за чего представители различных саамских языков (диалектов) нередко не понимают друг друга.
Саамские языки делятся на две основные группы: западную (языки на территории Норвегии, Швеции и части Финляндии) и восточную (часть языков Финляндии и языки на территории России).
- Западносаамская группа
  - южносаамский язык — Норвегия и Швеция. Около 600 носителей[8].
  - уме-саамский язык (ууме) — Швеция. От 10[9] до 20[10] носителей.
  - луле-саамский язык (лууле) — Норвегия и Швеция. Около 2000 носителей[11].
  - пите-саамский язык (пите) — Швеция. Около 20 носителей[12].
  - северносаамский язык (северосаамский, северный саамский) — Норвегия, Швеция и Финляндия. Около 20,7 тысяч носителей[13] (наибольшее число носителей среди саамских языков).
- Восточносаамская группа
  - бабинский саамский язык (аккала) † — Россия. Последний носитель языка, Мария Сергина, умерла в декабре 2003 года[14].
  - кеми-саамский язык † — язык саамов, который был распространён в центральной финской Лапландии.
  - инари-саамский язык — Финляндия. Около 300 носителей[15].
  - йоканьгско-саамский язык (терско-саамский) — Россия. От 2[9] до 10[16] носителей.
  - кильдинский саамский язык — Россия. Численность носителей языка, по данным Всероссийской переписи населения 2010 года, — 353 человека (суммарно для всех саамских языков)[17]. По другим данным, число носителей составляет около 500 человек[18]. Активных же носителей языка (то есть тех, которые регулярно используют язык в повседневной жизни) — ещё меньше, около ста человек[6].
  - колтта-саамский язык (сколт, скольт) — около 420 носителей[19], в том числе около 400 — в Финляндии, около 20 — в России (нотозерский диалект).

## Статус
Саамский язык (один или несколько из саамских языков) является официальным в некоторых муниципалитетах (коммунах, общинах) Норвегии, Финляндии и Швеции.
Согласно § 17 действующей Конституции Финляндии, саамское население этой страны имеет право на сохранение и развитие своего языка и своей культуры. В этом же параграфе Конституции закреплено право саамов пользоваться своим языком в органах власти. В северной части Финляндии имеется особое территориальное образование, Саамский регион Финляндии, на территории которого саамы, согласно § 121 Конституции Финляндии, имеют культурную и языковую автономию.

## Проблемы сохранения саамских языков
Во всех четырёх странах проживания саамов государственные органы заявляют о своей озабоченности вопросом сохранения саамских языков. Саамские языки в той или иной степени в настоящее время преподают в детских садах и школах.
В Норвегии, Финляндии и Швеции саамские языки преподают в некоторых высших учебных заведениях. Планируется, что первым таким вузом в России станет Мурманский государственный гуманитарный университет: в 2012—2013 учебном году в нём начнётся преподавание саамского языка и саамской культуры в рамках магистерской программы «Лингвистика».

## Письменность
Миссионерская письменность для зарубежных саамов на основе латиницы была создана в XVII веке в Швеции для уме-саамского; это был старый шведско-саамский литературный язык. В первой половине XVIII века появилась письменность для норвежских саамов, а в начале XIX века — для финских. В 1978 году была создана комиссия, которая выработала для северных зарубежных саамских языков единую орфографию. Ведётся обучение языку в начальных школах.
В Российской империи для кольских саамов в 1880—1890-е годы издавались книги на кириллической основе.
В 1933 году для кольских саамов был утверждён новый алфавит на основе латиницы, разрабатывавшийся с 1926 года. В 1937 году он был заменён на кириллический, был опубликован новый букварь, но в том же году преподавание на саамском языке в школах прекратилось.
Новый вариант кириллической письменности для кольских саамов был введён в букваре А. А. Антоновой в 1982 году; также были изданы другие детские книги. В 1985 году был издан объёмный саамско-русский словарь кильдинского саамского языка (диалекта) под редакцией Р. Д. Куруч.

## Лингвистическая характеристика

### Фонетика и фонология
Фонетика и фонология саамских языков отличается большой сложностью: имеются долгие и краткие гласные и согласные (геминация), дифтонги и трифтонги; система чередований гласных и согласных (в которых различается несколько ступеней количества и качества звуков) играет морфологическую роль; ударение падает на первый слог, второстепенное — на последующие нечётные слоги (но не на последний); довольно многочисленны ограничения на употребление фонем.
В отличие от основной массы финно-угорских языков, агглютинация в значительно большей степени сочетается с сильно развитой флексией основы (или внутренней флексией), то есть выражением грамматических значений путём регулярных чередований гласных и согласных звуков основы слова в парадигматическом ряду.

### Морфология
Саамские языки — агглютинативные, как и другие уральские.

#### Имя
К грамматическим особенностям относится наличие в большинстве языков двойственного числа. Род отсутствует. В синтаксисе, в отличие от прибалтийско-финских языков, отсутствует согласование прилагательных-определений с существительными в числе и падеже.
В саамских языках имеется в среднем 8 падежей: именительный (номинатив), родительный (генитив), винительный (аккузатив), изобразительный (эссив), местный (инессив-элатив), дательно-направительный (датив-иллатив), лишительный (абессив), совместный (комитатив). Падежные значения выражаются не только падежами, но и послелогами и предлогами. Помимо основного, имеется лично-притяжательное склонение.

#### Глагол
Саамский глагол имеет четыре времени и четыре наклонения, утвердительное и отрицательное (с помощью особого отрицательного глагола) спряжения. Неличные глагольные формы представлены инфинитивом, причастиями, деепричастиями и отглагольными существительными.

### Синтаксис
Для синтаксиса саамских языков характерна бессоюзная связь, при которой временная, причинная, условная, следственная и т. п. зависимость между предложениями выражается путём последовательного перечисления простых предложений. Порядок слов — относительно свободный. Определения предшествуют определяемому слову, характерно соположение (употребление двух существительных в именительном падеже, что соответствует определительной конструкции).

### Лексика
В лексике саамских языков отмечаются заимствования из прибалтийско-финских, русского, иранских и германских языков. Часть их не имеет соответствий в других финно-угорских языках (дофинноугорский субстрат).

## Известные носители саамских языков
- Мари Бойне — норвежская саамская певица, исполнительница и автор песен на саамском языке.
- Фред Бульо[англ.] — норвежский политик и певец, представитель Норвегии на «Евровидении-2019» в составе группы KEiiNO; первый исполнитель песни на саамском языке в истории Евровидения.